# Mistrzostwa Polski Par Mieszanych w Curlingu 2018

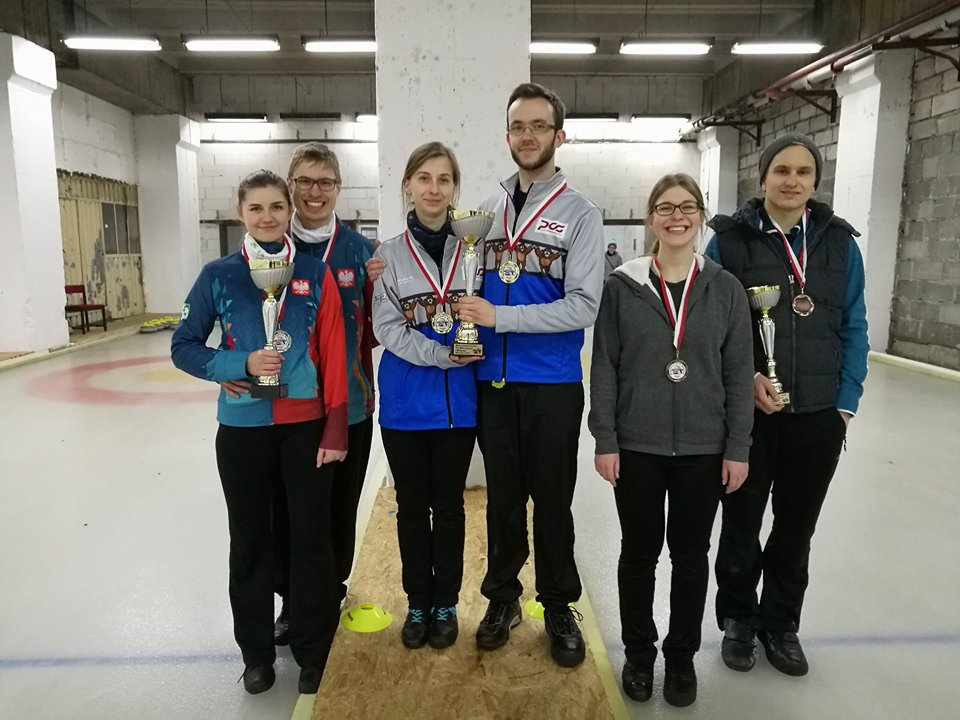
Medaliści Mistrzostw Polski par mieszanych 2018

Mistrzostwa Polski par mieszanych w curlingu 2018 rozegrane zostały w dniach 22-25 marca 2018 roku w Warszawie, na lodowisku Piętro wyżej. Były krajowymi eliminacjami do mistrzostw świata w tej konkurencji w Östersund.
Złote medale zdobył duet Katarzyna Staszczak/Aleksander Grzelka, który w finale zwyciężył 7:5 parę Ewa Nogły/Konrad Stych. Mecz o brązowy medal wygrała para Aneta Lipińska/Michał Janowski, pokonując 9:5 duet Daria Chmarra/Sławomir Białas. Broniąca tytułu z 2017 roku para Karolina Florek/Damian Herman ukończyła zawody na 13. miejscu.

## Drużyny
| Klub                                                | Kobieta               | Mężczyzna           |
| --------------------------------------------------- | --------------------- | ------------------- |
| City Curling Club                                   | Aneta Lipińska        | Michał Janowski     |
| City Curling Club                                   | Daria Chmarra         | Sławomir Białas     |
| Krakowski Klub Curlingowy                           | Anna Fejklowicz       | Michał Chudziński   |
| KS Warszowice                                       | Karolina Florek       | Damian Herman       |
| Klub Środowiskowy Politechniki Śląskiej AZS Gliwice | Ewa Nogły             | Konrad Stych        |
| Klub Środowiskowy Politechniki Śląskiej AZS Gliwice | Joanna Waryszak       | Jakub Hawryszków    |
| Media Curling Club                                  | Aneta Gęśla           | Kamil Gęśla         |
| Media Curling Club                                  | Marta Kubak           | Sebastian Lichy     |
| Media Curling Club                                  | Ewelina Drelich       | Mariusz Zielski     |
| Polska Organizacja Sportowa Łódź                    | Adela Walczak         | Andrzej Augustyniak |
| Polska Organizacja Sportowa Łódź                    | Marta Szeliga-Frynia  | Paweł Frynia        |
| Polska Organizacja Sportowa Łódź                    | Zuzanna Rybicka       | Bartosz Dzikowski   |
| Polska Organizacja Sportowa Łódź                    | Katarzyna Staszczak   | Aleksander Grzelka  |
| Polska Organizacja Sportowa Łódź                    | Agnieszka Paszek      | Michał Paszek       |
| Polska Organizacja Sportowa Łódź                    | Małgorzata Gaczkowska | Rafał Stolarek      |
| Polska Organizacja Sportowa Łódź                    | Julia Dyderska        | Maksym Grzelka      |
| Sopot Curling Club Wa ku'ta                         | Agnieszka Schröder    | Michał Koehna       |
| Sopot Curling Club Wa ku'ta                         | Karolina Startek      | Borys Jasiecki      |

## Eliminacje
13 drużyn uczestniczących w ubiegłorocznych mistrzostwach zostało rozlosowanych do grup A-D. O trzy pozostałe miejsca walczyło pięć pozostałych zgłoszonych duetów.
| # | Drużyna               | Mecze | Mecze | DSC   |
| # | Drużyna               | W     | P     | DSC   |
| - | --------------------- | ----- | ----- | ----- |
| 1 | Fejklowicz/Chudziński | 2     | 1     | 58,9  |
| 2 | Waryszak/Hawryszków   | 2     | 0     | 143,5 |
| 3 | Startek/Jasiecki      | 1     | 0     | 83,7  |
| 4 | Dyderska/Grzelka      | 0     | 2     | 47,5  |
| 5 | Gaczkowska/Stolarek   | 0     | 2     | 143,9 |

     Awans do ćwierćfinału

## Turniej finałowy

### Faza grupowa
| # | Drużyna               | Mecze | Mecze | DSC   |
| # | Drużyna               | W     | P     | DSC   |
| - | --------------------- | ----- | ----- | ----- |
| 1 | Nogły/Stych           | 3     | 0     | 133,5 |
| 2 | Staszczak/Grzelka     | 2     | 1     | 105,1 |
| 3 | Fejklowicz/Chudziński | 1     | 2     | 72,5  |
| 4 | Florek/Herman         | 0     | 3     | 49,9  |

| # | Drużyna             | Mecze | Mecze | DSC   |
| # | Drużyna             | W     | P     | DSC   |
| - | ------------------- | ----- | ----- | ----- |
| 1 | Walczak/Augustyniak | 3     | 0     | 105,1 |
| 2 | Waryszak/Hawryszków | 2     | 1     | 76,0  |
| 3 | Gęśla/Gęśla         | 1     | 2     | 168,0 |
| 4 | Paszek/Paszek       | 0     | 3     | 101,8 |

| # | Drużyna               | Mecze | Mecze | DSC   |
| # | Drużyna               | W     | P     | DSC   |
| - | --------------------- | ----- | ----- | ----- |
| 1 | Szeliga-Frynia/Frynia | 3     | 0     | 70,7  |
| 2 | Chmarra/Białas        | 2     | 1     | 147,8 |
| 3 | Startek/Jasiecki      | 1     | 2     | 125,9 |
| 4 | Schröder/Koehna       | 0     | 3     | 143,5 |

| # | Drużyna           | Mecze | Mecze | DSC   |
| # | Drużyna           | W     | P     | DSC   |
| - | ----------------- | ----- | ----- | ----- |
| 1 | Lipińska/Janowski | 3     | 0     | 113,3 |
| 2 | Rybicka/Dzikowski | 2     | 1     | 104,6 |
| 3 | Kubak/Lichy       | 1     | 2     | 78,9  |
| 4 | Drelich/Zielski   | 0     | 3     | 188,9 |

     Awans do półfinału

### Ćwierćfinały
25 marca 2018; 9:00
| Tor | Drużyna | Drużyna               | 1 | 2 | 3 | 4 | 5 | 6 | 7 | 8 | Ogółem |
| A   |         | Staszczak/Grzelka     | 1 | 1 | 0 | 1 | 1 | 0 | x | x | 4      |
| A   |         | Szeliga-Frynia/Frynia | 0 | 0 | 2 | 0 | 0 | 1 | x | x | 3      |

25 marca 2018; 9:00
| Tor | Drużyna | Drużyna             | 1 | 2 | 3 | 4 | 5 | 6 | 7 | 8 | Ogółem |
| B   |         | Chmarra/Białas      | 0 | 1 | 0 | 0 | 2 | 0 | 4 | x | 7      |
| B   |         | Walczak/Augustyniak | 2 | 0 | 0 | 1 | 0 | 1 | 0 | x | 4      |

25 marca 2018; 11:30
| Tor | Drużyna | Drużyna           | 1 | 2 | 3 | 4 | 5 | 6 | 7 | 8 | Ogółem |
| A   |         | Rybicka/Dzikowski | 0 | 1 | 1 | 0 | 0 | 1 | x | x | 3      |
| A   |         | Nogły/Stych       | 2 | 0 | 0 | 3 | 1 | 0 | x | x | 6      |

25 marca 2018; 11:30
| Tor | Drużyna | Drużyna             | 1 | 2 | 3 | 4 | 5 | 6 | 7 | 8 | Ogółem |
| B   |         | Waryszak/Hawryszków | 1 | 0 | 1 | 0 | 0 | 2 | x | x | 4      |
| B   |         | Lipińska/Janowski   | 0 | 5 | 0 | 1 | 2 | 0 | x | x | 8      |

### Półfinały
25 marca 2018; 14:30
| Tor | Drużyna | Drużyna           | 1 | 2 | 3 | 4 | 5 | 6 | 7 | 8 | Ogółem |
| A   |         | Staszczak/Grzelka | 0 | 0 | 1 | 0 | 2 | 1 | 1 | 1 | 6      |
| A   |         | Lipińska/Janowski | 2 | 2 | 0 | 1 | 0 | 0 | 0 | 0 | 5      |

25 marca 2018; 14:30
| Tor | Drużyna | Drużyna        | 1 | 2 | 3 | 4 | 5 | 6 | 7 | 8 | Ogółem |
| B   |         | Chmarra/Białas | 0 | 1 | 0 | 1 | 0 | 3 | x | x | 5      |
| B   |         | Nogły/Stych    | 1 | 0 | 4 | 0 | 2 | 0 | x | x | 7      |

### Mecz o 3. miejsce
25 marca 2018; 17:00
| Tor | Drużyna | Drużyna           | 1 | 2 | 3 | 4 | 5 | 6 | 7 | 8 | Ogółem |
| A   |         | Chmarra/Białas    | 0 | 3 | 0 | 2 | 0 | 0 | 0 | x | 5      |
| A   |         | Lipińska/Janowski | 1 | 0 | 2 | 0 | 3 | 2 | 1 | x | 9      |

### Finał
25 marca 2018; 17:00
| Tor | Drużyna | Drużyna           | 1 | 2 | 3 | 4 | 5 | 6 | 7 | 8 | Ogółem |
| B   |         | Staszczak/Grzelka | 2 | 0 | 1 | 2 | 0 | 2 | x | x | 7      |
| B   |         | Nogły/Stych       | 0 | 4 | 0 | 0 | 1 | 0 | x | x | 5      |

## Klasyfikacja końcowa
| #  | Drużyna               | Mecze | Mecze | DSC   |
| #  | Drużyna               | W     | P     | DSC   |
| -- | --------------------- | ----- | ----- | ----- |
| 1  | Staszczak/Grzelka     | 5     | 1     | 107,7 |
| 2  | Nogły/Stych           | 5     | 1     | 83,4  |
| 3  | Lipińska/Janowski     | 5     | 1     | 96,6  |
| 4  | Chmarra/Białas        | 3     | 3     | 115,7 |
| 5  | Szeliga-Frynia/Frynia | 3     | 1     | 49,7  |
| 5  | Waryszak/Hawryszków   | 2     | 2     | 66,2  |
| 5  | Walczak/Augustyniak   | 3     | 1     | 67,8  |
| 5  | Rybicka/Dzikowski     | 2     | 2     | 79,2  |
| 9  | Fejklowicz/Chudziński | 1     | 2     | 47,0  |
| 10 | Kubak/Lichy           | 1     | 2     | 54,7  |
| 11 | Startek/Jasiecki      | 1     | 2     | 111,1 |
| 12 | Gęśla/Gęśla           | 1     | 2     | 161,6 |
| 13 | Florek/Herman         | 0     | 3     | 33,7  |
| 14 | Paszek/Paszek         | 0     | 3     | 82,3  |
| 15 | Schröder/Koehna       | 0     | 3     | 132,3 |
| 16 | Drelich/Zielski       | 0     | 3     | 186,8 |
| 17 | Gaczkowska/Stolarek   | –     | –     | –     |
| 18 | Dyderska/Grzelka      | –     | –     | –     |